# Веселка (Полтавський район)
Весе́лка — село в Україні, у Драбинівській сільській громаді Полтавського району Полтавської області. Населення становить 51 осіб. До 2017 орган місцевого самоврядування — Драбинівська сільська рада.

## Географія
Село Веселка знаходиться на відстані 2 км від сіл Драбинівка та Богданівка.

## Історія
12 червня 2020 року, відповідно до розпорядження Кабінету Міністрів України № 721-р «Про визначення адміністративних центрів та затвердження територій територіальних громад Полтавської області», село увійшло до складу Драбинівської сільської громади[1].
19 липня 2020 року, в результаті адміністративно - територіальної реформи та ліквідації  Новосанжарського району, село увійшло до складу новоутвореного Полтавського району[2].

## Населення

### Мова
Розподіл населення за рідною мовою за даними перепису 2001 року:
| Мова       | Кількість | Відсоток |
| ---------- | --------- | -------- |
| українська | 51        | 100%     |